# Rumince
Rumince este o comună slovacă, aflată în districtul Rimavská Sobota din regiunea Banská Bystrica. Localitatea se află la altitudinea de 170 m deasupra n.m., se întinde pe o suprafață de 12,05 km2 și în 2017 număra 369 de locuitori. Se învecinează cu Včelince, Chanava, Barca, Figa, Rimavská Sobota și Stránska.

## Istoric
Localitatea Rumince este atestată documentar din 1266.

## Demografie
| An:                | 1994 | 2004   | 2014   | 2024   |
| ------------------ | ---- | ------ | ------ | ------ |
| Număr de persoane: | 428  | 407    | 367    | 347    |
| Diferență:         |      | −4,90% | −9,82% | −5,44% |

| An:                | 2023 | 2024   |
| ------------------ | ---- | ------ |
| Număr de persoane: | 350  | 347    |
| Diferență:         |      | −0,85% |